# Parki narodowe w Kamerunie
W Kamerunie znajdują się następujące parki narodowe:
- Park Narodowy Mbam i Djérem
- Park Narodowy Bouba N'Djida
- Park Narodowy Lobéké
- Park Narodowy Faro
- Park Narodowy Benue
- Park Narodowy Korup
- Park Narodowy Waza
- Park Narodowy Góry Kamerun